# Мемориальный госпиталь Гуама
Мемориальная больница Гуама — государственная гражданская больница в Тамунинге, Гуам. Рассчитана на 158 лицензированных коек для неотложной помощи, а также 40 коек в отделении квалифицированного медицинского ухода.
Больница предлагает медицинские услуги для взрослых и детей. К ним относятся круглосуточные службы экстренной помощи; биотелеметрия; акушерство и роды; отделение педиатрии; лаборатория катетеризации (периодически с выездом кардиологов); ортопедические услуги; стационарная и амбулаторная хирургия; интенсивная терапия (неонатальная, детская и взрослая); квалифицированный уход за больными; услуги лаборатории и банка крови; услуги рентгенологии, ангиографии и компьютерной томографии; аптека; почечный диализ; физиотерапия, трудотерапия, коррекция речевых патологий, кардиореабилитация и оздоровительная терапия; диетические услуги, обучение пациентов и социальные услуги; услуги пастырского попечения.

## История
Строительство Мемориальной больницы Гуама оказалось возможным лишь благодаря серьезному изменению отношения правительства Гуама к вопросу обеспечения населения медицинской помощью. Исторически сложилось так, что правительство США предоставляло бесплатную больницу и медицинские услуги народу Гуама через военно-морской госпиталь Гуама. Военно-морские силы США взяли на себя ответственность за медицинские потребности острова на рубеже XX-го века, когда Соединённые Штаты официально завладели Гуамом.
После Второй мировой войны ВМС США официально передали военный госпиталь Департаменту общественного здравоохранения и социального обеспечения правительства Гуама. На базе этого учреждения в 1956 году началось строительство Мемориальной больницы Гуама в Ока-Пойнт. Первоначально она служила учебным заведением для медсестер и туберкулёзной больницей. Поскольку потребность в больничных услугах возрастала, военный госпиталь был отремонтирован, расширен и превращён в больницу на 230 коек, предлагающую услуги неотложной, долгосрочной и психиатрической помощи.
Мемориальная больница Гуама была официально открыта в 1964 году как линейное учреждение исполнительной власти правительства Гуама. Её создание отделило больничные услуги от услуг общественного здравоохранения, предоставляемых Департаментом общественного здравоохранения и социального обеспечения. Тринадцать лет спустя, в 1977 году, Мемориальная больница Гуама была преобразована в государственную корпорацию и с тех пор работает как «государственное некоммерческое учреждение, обслуживающее народ Гуама» под управлением Совета попечителей.
До 19 августа 1983 года Мемориальная больница Гуама оказывала психиатрическую помощь. В этот день открылся Гуамский департамент психического здоровья и наркомании, который взял на себя ответственность за предоставление психиатрических услуг на острове. Мемориальная больница Гуама вскоре закрыла своё стационарное психиатрическое отделение, и в настоящее время в штате нет психиатров.
Больница много лет боролась с административными и финансовыми проблемами. Она работает с годовым операционным дефицитом в размере 30 миллионов долларов США. Уже к 2015 году Мемориальная больница Гуама имела долги на сумму более 21 миллиона долларов США перед поставщиками медицинских товаров и персоналом. Проблемы выявились в 2018 году, когда на слушаниях в законодательном органе выступила с изобличительными показаниями сотрудница больницы Николь Дханрадж.

## Сертификация
Больница потеряла аккредитацию JCAH в 1983 году.
Лаборатория Управления мемориальной больницы Гуама была аккредитована Колледжем американских патологоанатомов в 1999 году. Её банк крови зарегистрирован в Управлении по санитарному надзору за качеством пищевых продуктов и медикаментов США, маммографические услуги аккредитованы и сертифицированы Американским колледжем радиологии и Министерством здравоохранения и социальных служб США.
Мемориальная больница Гуама была вновь аккредитована Совместной комиссией 9 июля 2010 года после более чем двух десятилетий работы без аккредитации.
16 июля 2018 года больница снова лишилась аккредитации JCAH. По состоянию на 20 июня 2019 года больница также находится под угрозой потери сертификата CMS федерального агентства, финансирующего программы Medicare и Medicaid.